# هيرميون باديلي
هيرميون باديلي (بالإنجليزية: Hermione Baddeley)‏ هي ممثلة بريطانية (وحملت سابقاً جنسية المملكة المتحدة لبريطانيا العظمى وأيرلندا)، ولدت في 13 نوفمبر 1906 في المملكة المتحدة، وتوفيت في 19 أغسطس 1986 بلوس أنجلوس في الولايات المتحدة بسبب سكتة. بدأت مشوارها المهني سنة 1927.
رُشّحت لنيل جائزة الأوسكار لأفضل ممثلة مساعدة لأداءها في فيلم غرفة بالأعلى (1959)، وكان ظهورها في الفيلم لمدّة دقيقتان و 19 ثانيةً فقط، وهو بذلك أقصر دور يُرشّح لنيل جائزة الأوسكار.

## أعمال

### أفلام
- (1959) غرفة بالأعلى
- (1964) ماري بوبينز[8][9][10]
- (1970) قطط ذوات[11][12][13]

## ترشيحات
- جائزة الأوسكار لأفضل ممثلة مساعدة، عن عمل: غرفة بالأعلى (1959)
- جائزة توني لأفضل ممثلة مسرحية [الإنجليزية]‏ (1963)

## وصلات خارجية
- هيرميون باديلي على موقع IMDb (الإنجليزية)
- هيرميون باديلي على موقع الموسوعة البريطانية (الإنجليزية)
- هيرميون باديلي على موقع ألو سيني (الفرنسية)
- هيرميون باديلي على موقع ميوزك برينز (الإنجليزية)
- هيرميون باديلي على موقع تيرنر كلاسيك موفيز (الإنجليزية)
- هيرميون باديلي على موقع أول موفي (الإنجليزية)
- هيرميون باديلي على موقع قاعدة بيانات برودواي على الإنترنت (الإنجليزية)
- هيرميون باديلي على موقع قاعدة بيانات برودواي على الإنترنت (الإنجليزية)
- هيرميون باديلي على موقع قاعدة بيانات الأفلام السويدية (السويدية)
- هيرميون باديلي على موقع إن إن دي بي (الإنجليزية)